# Landauer–Büttiker-formalismen
Landauer–Büttiker-formalismen är en formalism för att beskriva kvanttransport i mesoskopiska ledare med hjälp av spridningsteori. Med hjälp av formalismen kan resistansen hos en mesoskopisk ledare relateras till dess spridningsegenskaper. Formalismen utvecklades 1957 av den tysk-amerikanske fysikern Rolf Landauer för en mesoskopisk ledare kopplad till två reservoarer. Den schweiziske fysikern Markus Büttiker generaliserade formalismen 1988 för att även beskriva mesoskopiska ledare kopplade till mer än två reservoarer och under inverkan av magnetfält.

## Landauerformeln
Ett av de viktigaste resultaten av Landauer–Büttiker-formalismen är Landauerformeln, som relaterar resistansen hos en mesoskopisk ledare till dess spridningsegenskaper. I det enklaste fallet, då systemet endast har två terminaler (reservoarer) och spridningsmatrisen inte beror på energin, ges formeln av
{\displaystyle G(\mu )=G_{0}\sum _{n}T_{n}(\mu )}
där {\displaystyle G} är den elektriska konduktansen, {\displaystyle G_{0}=e^{2}/h\approx 7.75\cdot 10^{-5}\Omega ^{-1}} är kvantkonduktansen, {\displaystyle T_{n}(\mu )} är transmissionskoefficienterna för respektive transportkanal givet en kemisk potential {\displaystyle \mu } och där {\displaystyle n} löper över ledarens samtliga transportkanaler. Formeln ger en enkel och fysiskt intuitiv förklaring: Konduktansen för ledaren är summan av alla transmissionsmöjligheter som en elektron har när den propagerar med en energi lika med den kemiska potentialen, {\displaystyle E=\mu }.